# 노 (성씨)
노(盧, 魯, 路)씨는 중국과 한국의 성씨이다. 원래 발음은 로이나, 대한민국에서는 두음법칙에 따라 노로 대부분 표기한다.

## 검을 로 盧
노( 정체자:盧, 간체자:卢, 병음:lú )씨는 강성(姜姓)에서 나왔다. 강태공의 6세손 제 문공의 증손 고혜(高傒)가 제나라의 노현(盧縣,  현 산둥성 지난시 창칭구)에 봉읍을 받으면서, 후손들이 봉읍의 이름에서 따서 노씨를 성으로 삼았다.
노(盧)씨는 2015년 대한민국 통계청 인구조사에서 256,238명으로 조사되어, 한국 성씨 인구 순위 33위이다.

노씨 종문

한국 노(盧)씨의 도시조(都始祖) 노수(盧穗)는 중국 범양( 范陽, 현 허베이성 줘저우시 ) 출신으로 당나라 한림원(翰林院) 한림학사(翰林學士)를 지냈고, 신라로 이주하여 평안도 정주(定州) 능리촌(菱里村)에 정착하였다가 평안도 룡강(龍岡) 쌍제촌(雙悌村)으로 옮겨 뿌리를 내렸다고 한다. 아들 9형제가 신라에 등과하여 고려 초기에 봉읍(封邑)됨으로써 광주(光州)·교하(交河)·풍천(豐川)·장연(長淵)·안동(安東)·안강(安康)·연일(延日)·평양(平壤)·곡산(谷山) 등으로 관향을 정해 분파하여 9관노씨(九貫盧氏)의 시조가 되었다고 한다. 그 후 교하(交河)에서 신창(新昌), 광주(光州)에서 해주(海州), 평양에서 만경(萬頃)으로 분관된 것으로 알려졌다.
대본은 광주 노씨(光州盧氏)이다. 광주 노씨(광산 노씨)는 노만(盧蔓)을 1세조로 하는 만자파(蔓字派)와 노서(盧恕)를 1세조로 하는 노서파(盧恕派)가 있다.
노씨는 조선시대에 상신(相臣) 6명, 대제학 1명, 청백리(淸白吏) 2명을 배출하였다. 역사 인물로는 고려 공양왕의 왕비인 순비 노씨, 조선 태종 때 검교우의정 노숭, 조선 성종 때 성균관대사성 노자형, 조선 선조 때 영의정에 오른 노수신, 노사신 등이 있다.
현대 인물로는 전직 대한민국 대통령 노태우, 노무현, 국무총리 노신영, 노재봉, 바둑기사 및 바둑해설가 노영하 노준환, 방송인 노현정, 개그맨 노홍철, 야구선수 노장진 등이 있다. 역대 대통령들 중 노태우 대통령은 교하 노씨이며, 노무현 대통령은 광주 노씨이다.

## 노나라 로 魯
로(魯)씨의 연원은 중국 주나라 때 노(魯)나라에 제후에 봉해진 백금(伯离)의 후손들이 노(魯)나라가 멸망한 이후에 나라 이름을 성으로 하였다고 한다. 노나라는 기원전 256년에 멸망하였다.
노(魯)씨는 2015년 대한민국 통계청에서 58,711명으로 조사되었다. 본관은 함평, 강화 등이 있다. 노(魯)씨의 도시조는 기자를 따라 고조선에 동래한 노중련(魯仲連)으로 전한다.
- 함평 노씨(咸平 魯氏) 시조 노목(魯穆)은 고려 인종(1122~1146) 때 이자겸의 난을 평정한 공으로 문하시중에 오르고 함풍군에 봉해졌다. 함풍은 현재 전라남도 함평군이다. 역사 인물로 임진왜란 때의 무신 노인(魯認)이 있다. 2015년 인구는 함평 노씨 31,729명, 함풍 노씨 3,502명이다.
- 강화 노씨(江華 魯氏) 시조 노용신(魯龍臣)은 고려 명종 때 이부상서(吏部尙書)를 지내고 고종 때 몽골이 침입하여 강화(江華)로 천도할 때 강화현령(江華縣令)으로 공을 세워 강화군(江華君)에 봉해졌다. 2015년 인구는 17,073명이다. 현대 인물로는 국회의원 노회찬이 있다.
- 광주 노씨(廣州 魯氏) 시조 노필상(魯弼商)은 누대로 광주에 토착해온 사족(士族)의 후예로 조선시대에 통정대부(通政大夫)에 이르렀다. 2015년 인구는 654명이다.

## 길 로 路
로(路)씨는 중국의 지명에서 따온 성씨다. 《신당서》 〈재상세계표〉에서는 중국 신화상에 연원을 두어, 제지의 아들 현원을 요가 중로(中路)에 봉했고(이상은 중국 신화에 나타나는 인물이며 실제로 당시에는 성이나 씨의 개념이 없었다), 그 자손이 봉읍의 지명에서 따서 성으로 하였다고 한다.
로(路)씨는 2015년 대한민국 통계청에서 223명으로 조사되었다.
개성 로씨(開城路氏) 시조 로은경(路誾儆)은 원나라 한림학사(翰林學士)로서 공민왕 때 노국공주(魯國公主)를 따라 고려에 들어와 개성에 정착하였다.

## 같이 보기
- 盧姓
- 魯姓
- 路姓